# Episodi de Gli amici di papà (ottava stagione)
L'ottava stagione della serie televisiva Gli amici di papà è stata trasmessa in anteprima negli Stati Uniti d'America dalla ABC tra il 27 settembre 1994 e il 23 maggio 1995.
| nº | Titolo originale             | Titolo italiano | Prima TV USA      | Prima TV Italia |
| -- | ---------------------------- | --------------- | ----------------- | --------------- |
| 1  | Comet's Excellent Adventure  |                 | 27 settembre 1994 |                 |
| 2  | Breaking Away                |                 | 4 ottobre 1994    |                 |
| 3  | Making Out Is Hard to Do     |                 | 11 ottobre 1994   |                 |
| 4  | I've Got a Secret            |                 | 18 ottobre 1994   |                 |
| 5  | To Joey, with Love           |                 | 25 ottobre 1994   |                 |
| 6  | You Pet It, You Bought It    |                 | 1º novembre 1994  |                 |
| 7  | On the Road Again            |                 | 8 novembre 1994   |                 |
| 8  | Claire and Present Danger    |                 | 22 novembre 1994  |                 |
| 9  | Stephanie's Wild Ride        |                 | 29 novembre 1994  |                 |
| 10 | Under the Influence          |                 | 6 dicembre 1994   |                 |
| 11 | Arrest Ye Merry Gentlemen    |                 | 13 dicembre 1994  |                 |
| 12 | D.J.'s Choice                |                 | 3 gennaio 1995    |                 |
| 13 | The Producer                 |                 | 10 gennaio 1995   |                 |
| 14 | Super Bowl Fun Day           |                 | 25 gennaio 1995   |                 |
| 15 | My Left and Right Foot       |                 | 31 gennaio 1995   |                 |
| 16 | Air Jesse                    |                 | 7 febbraio 1995   |                 |
| 17 | Dateless in San Francisco    |                 | 14 febbraio 1995  |                 |
| 18 | We Got the Beat              |                 | 21 febbraio 1995  |                 |
| 19 | Taking the Plunge            |                 | 28 febbraio 1995  |                 |
| 20 | Up on the Roof               |                 | 14 marzo 1995     |                 |
| 21 | Leap of Faith                |                 | 21 marzo 1995     |                 |
| 22 | All Stood Up                 |                 | 4 aprile 1995     |                 |
| 23 | Michelle Rides Again: Part 1 |                 | 23 maggio 1995    |                 |
| 24 | Michelle Rides Again: Part 2 |                 | 23 maggio 1995    |                 |